# Ratusz w Bremie

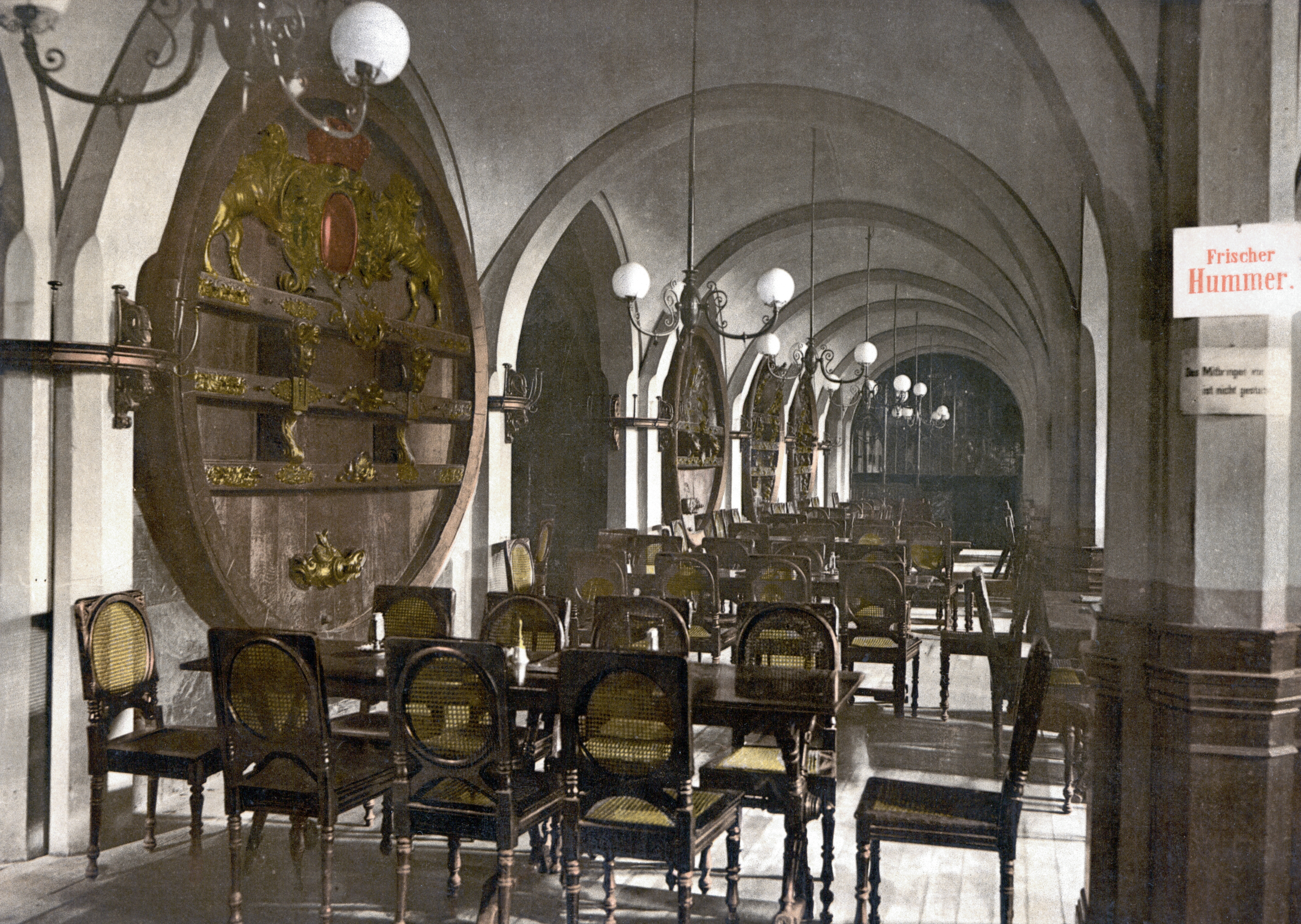
Restauracja rajców miejskich, ok. 1900 r.

Ratusz w Bremie – wybudowany na początku XV w. w stylu gotyckim i odrestaurowany w XVII w. w stylu renesansu wezerskiego. Jeden z najznamienitszych przykładów architektury gotyckiej w Europie. Do dziś służy jako siedziba burmistrza hanzeatyckiego miasta Bremy i prezydenta senatu.
W 2004 ratusz wraz z posągiem Rolanda został wpisany na listę dziedzictwa kulturowego UNESCO.

## Położenie
Ratusz leży w centrum bremeńskiego starego miasta przy rynku (niem. Marktplatz). Usytuowany jest naprzeciwko budynku kupców (niem. Schütting), po prawej stronie od katedry a na lewo od kościoła Najświętszej Maryi Panny. Po jego zachodniej stronie stoi rzeźba z brązu przedstawiająca muzykantów z Bremy autorstwa Gerharda Marcksa.

## Historia
Ratusz składa się z dwóch części: Starego Ratusza z początku XV w., odrestaurowanego w XVII w. oraz Nowego Ratusza wzniesionego na początku XX w.
Stary Ratusz został zbudowany w stylu gotyckim w latach 1405-09. W latach 1596–1612 bremeński budowniczy Lüder von Bentheim przeprowadził jego restaurację, nadając mu od strony rynku nową fasadę w stylu renesansu wezerskiego. Fasada powstała na bazie planów niderlandzkich architektów renesansu Jana Vredemana de Vries, Hendricka Goltziusa i Jakuba Florisa.
Nowy Ratusz został zaprojektowany w stylu neorenesansanoswym przez monachijskiego architekta Gabriela von Seidl w latach 1909-13.
W czasie nalotów alianckich pod koniec II wojny światowej, kiedy to ponad 60% zabudowy Bremy uległo zniszczeniu, ratusz wraz z posągiem Rolanda ocalały dzięki wzniesionym wcześniej zabezpieczeniom.

## Wnętrza
- Restauracja rajców miejskich (niem. Bremer Ratskeller) posiada dużą kolekcję (ok. 650 rodzajów) niemieckich win, najstarsze pochodzą z 1653
- Górna sala ratuszowa (niem. Obere Rathaushalle) z XVIII w. zegarem Meybacha
- Güldenkammer- małe pomieszczenie z 1595 sąsiadujące z górną salą ratuszową z unikatowym wyposażeniem w stylu secesyjnym projektu Henryka Vogelera
- Sala przyjęć (niem. Festsaal)
- Sala kominkowa (niem. Kaminzimmer)
- Sala gobelinowa (niem. Gobelinzimmer)
- Sala senatu (niem. Senatssaal)
- Dolna sala ratuszowa (niem. Untere Rathaushalle)- w przeszłości miejsce targu przyprawami i tkaninami.